# كيوتون
كيوتون (بالصينية: 奎屯市 )‏ هي مدينة على مستوى مقاطعة، في جمهورية الصين الشعبية، تتبع إيلي، بلغ عدد سكانها 166,261 نسمة، تبلغ مساحتها 1,171 كيلومتر مربع، رمزها البريدي هو 835000.